# كمون الفيروس
كمون الفيروس هي قدرة الفيروسات الممرضة على البقاء ساكنة داخل الخلية، ويرمز للجزء المستذيب من دورة حياة الفيروس. كمون الفيروس هو نوع من الإصابات الفيروسية المستمرة والتي تتميز عن الإصابات الفيروسية المزمنة.
- العدوى الكامنة هي مرحلة في دورة حياة بعض الفيروسات بعد الإصابة الأولية:

- يتوقف خلالها إنتاج الفيروس.
- بقاء الفيروس موجودا وعدم إستأصاله.
نتيجة ذلك أن الفيروس يمكن أن يستعيد نشاطه ويبدأ بإنتاج كميات كبيرة من سلالة الفيروس دون إصابة المضيف بفيروسات خارجية من جديد، كما تدل على جزء الدورة الحالة من دورة حياة الفيروس، ويبقى داخل الخلية الثوية لأجل غير مسمى.
لا يجب الخلط بين كمون الفيروس و دور الحضانة حيث لا يكون الفيروس هامدا.